# ベンソン (駆逐艦)
ベンソン（英: USS Benson、DD-421）は、第二次世界大戦でのアメリカ海軍のベンソン級駆逐艦の一隻。艦名はウィリアム・シェパード・ベンソン大将にちなんで名付けられた。
ベンソンは1938年5月16日にマサチューセッツ州クインシーにあるベスレヘム・スチールのフォアリバー造船所で起工し、1939年11月15日にベンソン大将の未亡人の立会を伴い進水した。1940年7月25日に就役。1955年2月26日に中華民国海軍に引き渡し洛陽（DD-14）と改名。1975年に中華民国で退役。

## 艦歴

### 1940年 – 1941年
ベンソンはボストン海軍造船所に到着した後、1940年8月22日にボストンを出発し、ロードアイランド州ニューポート、およびバージニア州ヨークタウンを経由してキューバのグアンタナモ湾に向かい、試験航海を行った。ベンソンは9月3日にチェサピーク湾に向かって出航し、バージニア州クアンティコとワシントンD.C.への訪問後、13日にノーフォークを出発し、フランス領ギアナのカイエンヌへと進み、21日に到着した。ベンソンは10月6日にカイエンヌを出発し、プエルトリコのサン・フアンを経由してニューヨーク海軍造船所に進み、そこで11月中旬までオーバーホールを受けた。 
11月18日、ベンソンはニューヨーク港を出て、中立パトロールを開始し、これは翌年の春までベンソンの主な任務となった。この期間のハイライトは1941年3月にバハマへ向かうフランクリン・D・ルーズベルト大統領を乗せたUSS ポトマック（AG-25）を護衛したことだった。5月下旬、ベンソンはUSS テキサス（BB-35）の北大西洋パトロールを護衛した。このころドイツの戦艦ビスマルクは5月21日に出港し、イギリスの護送船団を狙ってデンマーク海峡に向かった。ウィンストン・チャーチル首相はビスマルクの出撃を知ると、ルーズベルト大統領にアメリカ海軍によるビスマルクの捜索を依頼した。テキサスは僚艦とともに5月27日にイギリス海軍がビスマルクを沈没させるまで海域を捜索した。
その後まもなく、ベンソンは新しい任務の準備をするためにボストン海軍造船所に戻った。 ベンソンは、アイスランドに海兵隊員を派遣するべく編成中のタスクフォース19（TF 19）に6月28日に加わった。タスクフォース19は7月1日にニューファンドランドのアルジェンティアを出発し、7月7日の夕方にレイキャビクに到着した。ボストンに戻った後、ベンソンはすぐに給油し、メイン州ポートランド沖での演習のためにカスコ湾に移動した。ベンソンは9月からは7ヵ月近くの船団護衛任務でボストンとアイスランド間を往復した。

### 1942年 – 1943年
1942年3月末に、ベンソンは北アイルランドのロンドンデリー港まである船団の護衛任務を務め、そして5月上旬にボストンに戻った。ベンソンはその後秋までブリテン諸島、バミューダ、パナマ運河地帯までの船団護衛任務に就いた。秋以降はフランス領北アフリカへの侵攻作戦であるトーチ作戦に参加することになり、戦艦マサチューセッツ（BB-59）とともに陸上砲撃演習に参加することになった。10月19日には演習のためにメイン州のカスコ湾へ向かう途中、ベンソンは夜明け前の闇の中で駆逐艦トリップ（DD-403）と衝突した。この事故でベンソンの船首がトリップの右舷船尾を突き刺し、トリップの乗組員の4人が死亡、3人が負傷した。また、これによりベンソンはニューヨーク海軍造船所において修理を受けることになり、トーチ作戦には参加できなかった。
修理後ベンソンは北大西洋と地中海において護送護衛任務を再開した。1943年7月にベンソンはシチリア島上陸作戦に参加した。ベンソンは7月6日にアルジェリアのオランからタスクグループ80.2（TG 80.2）の一隻として出撃し、NCS-1船団をシチリア島のジェーラの上陸地点まで護衛した。ベンソンは7月9日から10日の夜明けの数時間前に沖合に到着し、その後2日間留まって枢軸国軍の航空攻撃を撃退した。11日、ベンソンは枢軸国軍の爆撃を受け、至近弾により18名が負傷した。翌日、ベンソンは攻撃貨物輸送艦ビートルジューズ（Betelgeuse, AKA-11）をアルジェまで護衛し18日に到着した。
ベンソンは地中海でさらに哨戒および護衛任務を続けた後、8月24日、イタリア本土上陸作戦の最終準備としてTF-81に参加した。9月9日の夜明け、連合軍はサレルノの浜辺に上陸した。ベンソンはドルニエDo 217爆撃機の誘導爆弾フリッツXによる攻撃で9月11日に大破した軽巡洋艦サバンナをマルタまで護衛した。
ベンソンはすぐにサレルノに戻り、対空スクリーン任務に復帰、9月19日の朝にはFw 190戦闘爆撃機1機を撃墜した。ベンソンはイタリア本土の陸上作戦を支援しながら、多数の陸上砲撃任務や船団護衛任務を行った。10月2日、ベンソンは墜落したイギリス空軍のウェリントン爆撃機の生存者を救助した。

### 1944年 – 1945年
1944年1月末にベンソンはモロッコのカサブランカを出港し、輸送船団GUS-28をニューヨークまで護衛した。その後ニューヨークでの点検と東海岸での訓練の後、ベンソンは4月20日にタスクグループTG 27.4に加わり、5月1日にオランに到着した。その後9日に輸送船団UGS-40とともにジブラルタルに向かった。2日後、ベンソンは約30機のドイツ軍機による攻撃から船団を守り、2機のJu 88爆撃機を撃墜した。 
その後数ヶ月間、ベンソンは地中海において輸送船団の護衛を務めた。1944年8月中旬、ベンソンはTG 80.6に加わり、南フランスへの侵攻に参加した。トゥーロン近くでの哨戒任務中、駆逐艦はサンレーモ港を封鎖した。ベンソンはまた、サンレーモを砲撃中のフランス巡洋艦モンカルムとジャンヌ・ダルクを支援した。1945年1月上旬、ベンソンはイタリアのリヴォルノに進出し、そこを突破しようとしていたドイツ軍を砲撃した。この任務の間、ベンソンはドイツのEボートまたはイタリアのMASボートのいずれかの攻撃を受けた。その後ピエトラ・リーグレの敵占領下の造船所を砲撃するフランスの巡洋艦ジョルジュ・レイグを護衛した。 

### 1945年以降
1945年1月下旬にベンソンは以上の任務から離れ、米国に戻って2月中は整備と訓練に専念した。ベンソンは太平洋艦隊に加わるために5月12日にパナマ運河を通過し、29日に真珠湾に到着した。ベンソンはハワイ周辺で1か月少しを過ごした後、6月14日に出航してウェーク島を攻撃する空母レキシントン、カウペンス、ハンコックを護衛した。それから艦隊はフィリピンのレイテ経由でウルシーに到着した。対日戦勝記念日の8月15日まで、ベンソンはウルシーと沖縄の間で護送任務と哨戒任務を遂行した。ベンソンは横浜に向かう占領軍部隊の護衛を務め、同部隊は1945年9月2日と3日に上陸した。 
日本の降伏後2か月の間に、ベンソンはフィリピンと東京湾の間で5つの輸送船団群を護衛した。ベンソンは解役のために米国に戻ると、12月6日にチャールストン海軍工廠に係留された。ベンソンは1946年3月18日に同地で解役され、予備艦となった。
1954年2月26日に、ベンソンは中華民国政府に譲渡され、洛陽（DD-14）として1970年代半ばまで中華民国海軍籍にあった。台湾海峡の哨戒や大陸沿岸への砲撃任務などに従事し、1958年の金門砲戦では金門島への海上補給線の防衛に当たっている。1975年にアメリカの駆逐艦、タウシグ（DD-746）と交代し、艦名と艦番号も継承された。 
ベンソン（DD-421）は第二次世界大戦で4つのバトルスターを獲得した。 

## 参考資料
- この記事はアメリカ合衆国政府の著作物であるDictionary of American Naval Fighting Shipsに由来する文章を含んでいます。 記事はここで閲覧できます。
- Lenton, H. T., American Fleet and Escort Destroyers. Garden City, NY: Doubleday & Co, 1971.
- 有馬桓次郎ほか『世界の名脇役兵器列伝 パラベラム』イカロス出版、2024年9月20日。ISBN 978-4802214902。